# Коноттон
Коноттон (англ. Conotton) — невключённая территория в округе Гаррисон, штат Огайо. Сообщество обслуживается почтовым отделением Bowerston, почтовым индексом 44695.

## История
Почтовое отделение работало в Коноттоне с 1828 по 1960. Коноттон — это название, которое, как считается происходит от неопознанного индейского языка.

## Образование
Учащиеся посещают местный школьный округ Союза Уоконт-Валли.